# Giuseppe Pesenti Gritti
Giuseppe Pesenti Gritti (Vertova, 7 febbraio 1908 – ...) è stato un militare italiano, insignito della medaglia d'oro al valor militare a vivente nel corso della seconda guerra mondiale.

## Biografia

### La guerra d'Etiopia e di Spagna
Pesenti Gritti, già impiegato della Società Italo Americana pel Petrolio (SIAP) prese parte alla guerra d'Etiopia con la 114ª Legione CC.NN "Garibaldina" e alla guerra civile spagnola come capomanipolo della 724ª Bandera "Inflessibile" della 2ª Divisione CC.NN. "Fiamme Nere" nella battaglia di Guadalajara dove guidò un plotone fucilieri meritando una Croce di guerra al valor militare.

### La seconda guerra mondiale
All'inizio della seconda guerra mondiale Pesenti Gritti fu promosso centurione della MVSN (grado equivalente a quello di capitano) e nominato aiutante maggiore in seconda del 14º Battaglione. Alla fine del 1940 la 15ª Legione CC.NN. d'Assalto "Leonessa" fu destinata alla campagna di Grecia.

#### L'assedio di Bregu Scialesit
Il 24 gennaio 1941 la legione si trasferì in Albania a Durazzo per poi proseguire a Berati dove dal febbraio fu assegnata alla 24ª Divisione fanteria "Pinerolo" che la dispiegò a Bregu Scialesit dove era in corso un duro attacco greco. Il 14º Battaglione del "Leonessa" registrò i primi caduti. Gli assalti greci continuarono anche i giorni seguenti e un contrattacco italiano effettuato il 7 febbraio fallì e fu gravemente ferito il centurione Giovanni Cadè che guidava la 2ª compagnia e Pesenti Gritti dovette assumere il comando del reparto e proseguire le azioni di contrasto contro gli attaccanti. Già colpito da congelamento rifiutò di farsi medicare in ospedale per rimanere in prima linea facendosi trasportare a braccia nei punti più delicati riuscendo a mantenere il possesso della posizione.
Pesenti Gritti fu decorato con la medaglia d'oro al valor militare sul campo.
In ottobre rientrò in Italia e non seguì la 15ª Legione "Leonessa" nella campagna di Russia ma rimase a disposizione del comando del 14º battaglione.

#### La guerra civile
Dopo l'armistizio dell'8 settembre 1943 aderì alla Repubblica Sociale Italiana. Il comando del 14º battaglione delle Camicie nere di Bergamo cui apparteneva si costituì in 14º Battaglione camicie nere al comando del capitano Tommaso Comolli con i pochi elementi presenti in zona. A lui subentrò il 20 settembre Pesenti Gritti che mantenne il comando del battaglione finché agli inizi del 1944 fu sciolto e trasformato in 612º comando provinciale Guardia Nazionale Repubblicana di Bergamo.
A guerra finita Pesenti Gritti riprese il proprio incarico presso la Società Italo Americana pel Petrolio e nel 1954 fu promosso maggiore.